# Lenny Baker
Lenny Baker (* 17. Januar 1945 in Boston; † 12. April 1982 in Hallandale, Florida) war ein US-amerikanischer Schauspieler.

## Leben
Baker besuchte die Brookline High School. Er absolvierte eine Ausbildung zum Theaterschauspieler an der Boston University. Mehrere Sommer verbrachte er für weitere Fortbildungen am Eugene O'Neill Theater Center in Connecticut. Er war in verschiedenen Theaterstücken am Broadway tätig. Zudem spielte er als Schauspieler in verschiedenen US-amerikanischen Fernseh- und Filmproduktionen.

## Theater

### Am Broadway
- The Freedom of the City – Alvin Theatre, 1974
- Secret Service – Playhouse Theatre, 1976 – Henry Dumont
- Boy Meets Girl – Playhouse Theatre, 1976 – Robert Law
- I Love My Wife – Ethel Barrymore Theatre, 1977 – Alvin

### Diverse Standorte
- Conerico Was Here to Stay – Fortune Theatre, 1969 – junger Mann
- Summertree – Players Theatre, 1969 – junger Mann
- Paradise Gardens East – Fortune Theatre, 1969 – Bruder
- The Year Boston Won the Pennant – Mitzi Newhouse Theatre, 1969 – Dillinger/Peabody
- Barbary Shore – Joseph Papp Public Theater/New York Shakespeare Festival, 1973 – Mike Lovett
- Pericles, Prince of Tyre – Joseph Papp Public Theater/New York Shakespeare Festival, 1974 – Thailard/Knight of Ephesus/Boult
- The Merry Wives of Windsor – Joseph Papp Public Theater/New York Shakespeare Festival, 1974 – Abraham Slender
- Henry V – Joseph Papp Public Theater/New York Shakespeare Festival, 1976 – Dauphin
- Measure for Measure – Joseph Papp Public Theater/New York Shakespeare Festival, 1976 – Lucio

## Fernsehen
- 1970: The Teaching
- 1973: Pueblo
- 1974: Kojak – Einsatz in Manhattan (Kojak, Folge "Cross Your Heart and Hope to Die")
- 1975: Sunshine (Folge "White Bread and Margarine")
- 1977: Secret Service
- 1977: The Rubber Gun Squad
- 1979: Starsky & Hutch (Folge "Ninety Pounds of Trouble")
- 1979: The Rockford Files (Folgen "Only Rock 'n' Roll Will Never Die" Parts 1 and 2)
- 1979: Taxi (Folge "Latka's Revolting")

## Film
- 1971: Hospital (The Hospital)
- 1972: A.W.O.L.
- 1973: Malatesta’s Carnival of Blood
- 1973: Zeit der Prüfungen (The Paper Chase)
- 1976: Ein Haar in der Suppe (Next Stop, Greenwich Village)[1]

## Auszeichnungen und Preise (Auswahl)
- 1977: Tony Award/Bester Nebendarsteller in einem Musical für I Love My Wife
- 1977: Drama Desk Award for Outstanding Actor in a Musical
- 1977: Nominierung für Golden Globe Awards 1977 als Bester Nachwuchsschauspieler für Ein Haar in der Suppe